# 금융보안원
금융보안원(金融保安院, Financial Security Institute ; FSI)은 안전하고 신뢰할 수 있는 금융환경을 조성하여 금융이용자의 편의 증진과 금융산업의 발전에 기여하기 위하여 설립된 사단법인이다. 기존의 금융보안연구원과 금융결제원의 금융ISAC, 코스콤의 증권ISAC 부문을 통합하여 2015년 출범하였다. 경기도 용인시 수지구 대지로 132에 있다.

## 연혁
- 2014년 2월 20일 금융위원회 업무계획(대통령 보고)에서 금융보안전담기구 설립 기본방향 발표
- 2014년 10월 31일 금융보안전담기구 설립 기본계획 확정
- 2015년 3월 30일 사단법인 금융보안원 창립총회
- 2015년 3월 31일 사단법인 금융보안원 설립 허가 (금융위원회)
- 2015년 4월 3일 금융정보공유·분석센터(금융ISAC) 구축 통지 (금융위원회)
- 2015년 4월 9일 취약점 분석·평가를 위한 금융ISAC 기준심사 승인 (금융위원회)
- 2015년 4월 10일 사단법인 금융보안원 출범.[7] 초대 김영린 원장 취임
- 2015년 7월 10일 정보보호관리체계(ISMS) 인증기관 지정 (미래창조과학부)
- 2015년 12월 24일 제2대 허창언 원장 취임
- 2016년 4월 26일 악성코드실무협의회 발족
- 2016년 4월 27일 금융보안자문위원회 발족
- 2016년 8월 31일 개인정보 비식별 조치 지원 전문기관 지정 (금융위원회)
- 2016년 11월 14일 금융권 디지털포렌식 랩 구축

## 주요 업무
| - 금융부문 통합보안관제 - 침해사고 대응 - 이상금융거래정보 공유 - 취약점 분석·평가 | - 보안성 검토 - 금융보안 적합성 시험 - 핀테크 보안 - 개인정보 비식별 조치 지원 - 정보보호 관리체계 인증 | - 금융IT보안 정책 연구 - 전자금융과 보안신기술 연구 - 금융보안 표준화 - 금융보안 교육 |

## 조직
| - 경영관리본부 - 경영기획부 - 기획조정팀 - 조직예산팀 - 홍보협력팀 - 총무부 - 인사관리팀 - 재무회계팀 - 업무지원팀 - IT총괄팀 | - 사이버대응본부 - 보안관제부 - 정보공유팀 - 보안관제팀 - 관제시스템팀 - 침해대응부 - 침해위협조사팀 - 침해위협분석팀 - 침해대응훈련팀 - 보안평가부 - 평가총괄팀 - 은행평가1팀 - 은행평가2팀 - 금융투자평가팀 - 보험공공평가팀 | - 보안전략본부 - 융합보안부 - 자율보안지원팀 - 핀테크보안팀 - 보안인증팀 - 융합정보팀 - 보안연구부 - 연구총괄팀 - 정책연구팀 - 보안기술연구팀 - 금융보안교육센터 - 교육개발팀 - 교육운영팀 | - 감사(비상임) - 감사실 |

## 같이 보기
| - 금융위원회 - 금융감독원 - 한국신용정보원 - 한국금융투자협회 | - 한국인터넷진흥원 - 한국데이터진흥원 - 한국정보화진흥원 - 국가보안기술연구소 | - 한국정보통신기술협회 - 한국해킹보안협회 - 한국핀테크협회 |